# (100721) 1998 BD29
(100721) 1998 BD29 es un asteroide perteneciente al cinturón de asteroides descubierto el 25 de enero de 1998 por el equipo del Spacewatch desde el Observatorio Nacional de Kitt Peak, Arizona, Estados Unidos.

## Designación y nombre
Designado provisionalmente como 1998 BD29.

## Características orbitales
1998 BD29 está situado a una distancia media del Sol de 2,268 ua, pudiendo alejarse hasta 2,608 ua y acercarse hasta 1,929 ua. Su excentricidad es 0,149 y la inclinación orbital 4,401 grados. Emplea 1248,12 días en completar una órbita alrededor del Sol.

## Características físicas
La magnitud absoluta de 1998 BD29 es 16,5. 